# Synemosyna subtilis
Synemosyna subtilis är en spindelart som först beskrevs av Władysław Taczanowski 1871.  Synemosyna subtilis ingår i släktet Synemosyna och familjen hoppspindlar. Inga underarter finns listade i Catalogue of Life.